# Billy Swan
William Lance Swan (12 de mayo de 1942) es un cantante y compositor estadounidense de música Country.

## Biografía
Swan nació en Cape Girardeau, Missouri.  Durante su infancia aprendió a tocar la batería, el piano, la guitarra y comenzó a componer sus primeras canciones. Su primer éxito profesional lo logró en 1962, cuando Clyde McPhatter grabó "Lover Please", una canción compuesta por Swan para su banda, Mirt Mirly & the Rhythm Steppers, que el grupo había grabado previamente con el sello discográfico propiedad del músico Bill Black.  La versión de McPhatter alcanzó el número 7 de la lista Billboard Hot 100.
Swan se instaló en Memphis para trabajar con Black, sin embargo la relación profesional entre ambos se truncó pronto debido al fallecimiento de este en 1965. Se mudó entonces a Nashville, donde comenzó una prolífica carrera como compositor de temas country para otros artistas, incluyendo Conway Twitty, Waylon Jennings y Mel Tillis.  En 1969, Swan realizó su debut como productor discográfico, con "Polk Salad Annie" de Tony Joe White. También tocó el bajo para Kris Kristofferson y firmó un contrato para grabar en solitario con Monument Records.
En 1972 publicó su primer álbum en solitario bajo el título de "Rock on With Rhythm" que incluía el tema "Lover Please". Su mayor éxito llegó en 1974 con "I Can Help", un tema rockabilly que alcanzó la cima de la lista Billboard Hot 100, así como las listas de éxitos de varios países. Swan escribió la canción con la ayuda de un órgano RMI que Kristofferson y la cantante Rita Coolidge le había comprado como regalo de bodas. Posteriormente grabó otros álbumes con los sellos Monument, A&M y Epic, aunque ninguno de ellos llegó a lograr el nivel de éxito alcanzado con "I Can Help".
Swan viajó a La Habana para participar en el festival de jazz Havana Jam, celebrado en la capital cubana entre los días 2 y 4 de marzo de 1979, compartiendo escenario con figuras como Stephen Stills, the CBS Jazz All-Stars, the Trio of Doom, Fania All-Stars, Weather Report, Bonnie Bramlett, Mike Finnegan, Kris Kristofferson, Rita Coolidge y Billy Joel, así como artistas cubanos como Irakere, Pacho Alonso, Tata Güines y la Orquesta Aragón. Su actuación fue recogida por Ernesto Juan Castellanos en el documental Havana Jam '79. 
Swan continuó realizando giras como miembro de la banda de Kris Kristofferson así como colaborando en las grabaciones de Randy Meisner de The Eagles. En 1986 grabó un álbum como integrante de la banda Black Tie titulado When the Night Falls.  En 2000 publicó un álbum en solitario titulado Like Elvis Used to Do.
En febrero de 2003 falleció de cáncer su esposa, Marlo Swan, con la que llevaba casado treinta años y con la que tuvo dos hijas.

## Discografía

### Álbumes
| Año  | Álbum                         | Posicionamiento en listas | Posicionamiento en listas | Posicionamiento en listas | Posicionamiento en listas |
| Año  | Álbum                         | US Country                | US                        | CAN                       | NOR                       |
| ---- | ----------------------------- | ------------------------- | ------------------------- | ------------------------- | ------------------------- |
| 1974 | I Can Help (Monument)         | 1                         | 21                        | 34                        | 3                         |
| 1975 | Rock 'n' Roll Moon (Monument) | 29                        | —                         | —                         | 13                        |
| 1976 | Billy Swan (Monument)         | 28                        | —                         | —                         | —                         |
| 1977 | Four (Columbia)               | —                         | —                         | —                         | —                         |
| 1978 | You're OK, I'm OK (A&M)       | —                         | —                         | —                         | —                         |
| 1981 | I'm Into Lovin' You (Epic)    | —                         | —                         | —                         | —                         |

### Sencillos
| Año  | Título                                                | Posicionamiento en listas | Posicionamiento en listas | Posicionamiento en listas | Posicionamiento en listas | Posicionamiento en listas | Posicionamiento en listas | Posicionamiento en listas | Posicionamiento en listas | Posicionamiento en listas |
| Año  | Título                                                | US Country                | US                        | US AC                     | CAN Country               | CAN                       | CAN AC                    | GER                       | AUS                       | UK                        |
| ---- | ----------------------------------------------------- | ------------------------- | ------------------------- | ------------------------- | ------------------------- | ------------------------- | ------------------------- | ------------------------- | ------------------------- | ------------------------- |
| 1974 | "I Can Help"                                          | 1                         | 1                         | 6                         | 1                         | 2                         | 4                         | 1                         | 1                         | 6                         |
| 1975 | "I'm Her Fool"                                        | —                         | 53                        | —                         | —                         | 93                        | —                         | —                         | —                         | —                         |
| 1975 | "Don't Be Cruel"                                      | —                         | —                         | —                         | —                         | —                         | —                         | 26                        | —                         | 42                        |
| 1975 | "Everything's the Same (Ain't Nothing Changed)"       | 17                        | 91                        | —                         | 29                        | 62                        | —                         | 36                        | 84                        | —                         |
| 1976 | "Just Want to Taste Your Wine" (with The Jordanaires) | 45                        | —                         | —                         | —                         | —                         | —                         | —                         | —                         | —                         |
| 1976 | "You're the One"                                      | 75                        | —                         | —                         | —                         | —                         | —                         | —                         | —                         | —                         |
| 1976 | "Shake, Rattle and Roll"                              | 95                        | —                         | —                         | —                         | —                         | —                         | —                         | —                         | —                         |
| 1978 | "Hello! Remember Me"                                  | 30                        | —                         | —                         | 46                        | —                         | —                         | —                         | —                         | —                         |
| 1978 | "No Way Around (It's Love)"                           | 97                        | —                         | —                         | —                         | —                         | —                         | —                         | —                         | —                         |
| 1981 | "Do I Have to Draw a Picture"                         | 18                        | —                         | —                         | 29                        | —                         | —                         | —                         | —                         | —                         |
| 1981 | "I'm into Lovin' You"                                 | 18                        | —                         | —                         | 28                        | —                         | —                         | —                         | —                         | —                         |
| 1981 | "Stuck Right in the Middle of Your Love"              | 19                        | —                         | —                         | 35                        | —                         | —                         | —                         | —                         | —                         |
| 1982 | "With Their Kind of Money and Our Kind of Love"       | 32                        | —                         | —                         | —                         | —                         | —                         | —                         | —                         | —                         |
| 1982 | "Your Picture Still Loves Me (And I Still Love You)"  | 56                        | —                         | —                         | —                         | —                         | —                         | —                         | —                         | —                         |
| 1983 | "Rainbows and Butterflies"                            | 39                        | —                         | —                         | —                         | —                         | —                         | —                         | —                         | —                         |
| 1983 | "Yes"                                                 | 67                        | —                         | —                         | —                         | —                         | —                         | —                         | —                         | —                         |
| 1986 | "You Must Be Lookin' for Me"                          | 45                        | —                         | —                         | —                         | —                         | —                         | —                         | —                         | —                         |
| 1987 | "I'm Gonna Get You"                                   | 63                        | —                         | —                         | —                         | —                         | —                         | —                         | —                         | —                         |